# Verneuil-sur-Igneraie
Verneuil-sur-Igneraie – miejscowość i gmina we Francji, w Regionie Centralnym, w departamencie Indre.
Według danych na rok 1990 gminę zamieszkiwało 316 osób, a gęstość zaludnienia wynosiła 32 osoby/km² (wśród 1842 gmin Centre, Verneuil-sur-Igneraie plasuje się na 826. miejscu pod względem liczby ludności, natomiast pod względem powierzchni na miejscu 1153.).